# 維他

2008年開始採用的維他奶新標誌

維他（英語：Vita）是香港的飲料品牌，自1979年開始在香港推出檸檬茶後廣受歡迎，逐漸擴展至各式茶類、果汁類以及蒸餾水。維他現時由香港生產維他奶的上市公司維他奶國際管理，生產廠房遍及中國大陸、香港、澳洲和新加坡，目前行銷約全球40個國家及地區。

## 歷史
1976年時稱「香港荳品」的維他奶國際以「維他」作為品牌，推出一系列果汁飲品，其後又於1978年及1979年推出菊花茶及檸檬茶等飲品。

## 產品

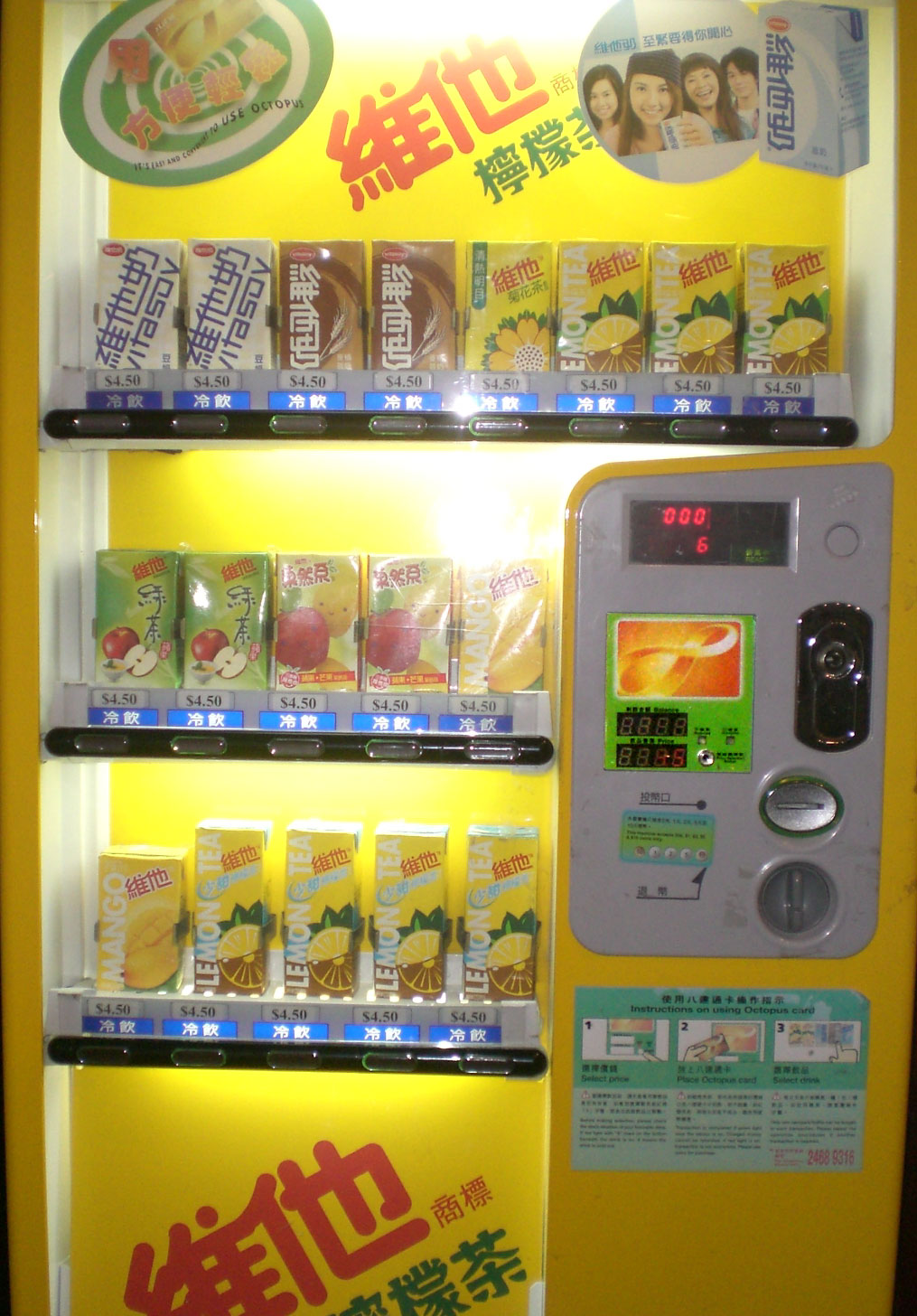
維他檸檬茶自動販賣機

### 茶類飲品

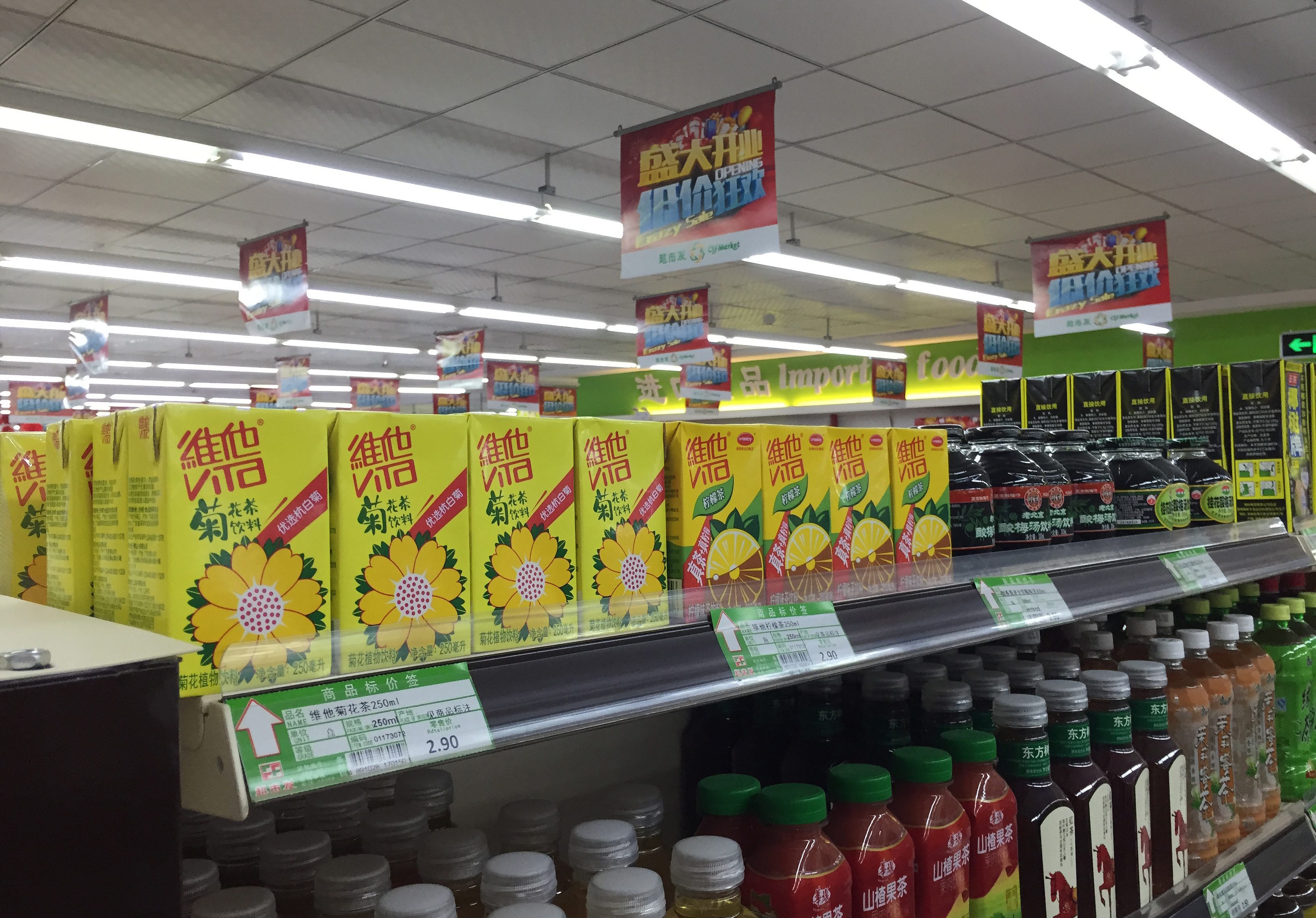
北京市海淀区一间超市销售的维他菊花茶和柠檬茶

#### 檸檬茶
於1979年推出市場，是維他系列最廣為人知的飲品，並推出不同的包裝吸引顧客。
中国大陆版本的维他柠檬茶和香港产维他柠檬茶配料有所不同，口感也有所差异。另外，在中国大陆，维他柠檬茶也被恶搞为“爽过吸大麻”的“毒品”，进而爆红，而在2017年版的“维他柠檬茶”电视商业广告的口号已经改为“够真才出涩”。
- 維他檸檬茶（設有膠樽包裝，大陆版额外设有罐装）
- 維他低糖檸檬茶（大陆版设有膠樽包裝）
- 維他錫蘭檸檬茶（使用來自斯里蘭卡的紅茶茶葉調製，设有膠樽包裝）
- 維他SUPERICY檸檬茶/冰爽柠檬茶（加入使口腔冰涼的元素，大陆版设有膠樽包裝）
- 維他青檸檸檬茶（加入青檸檬汁調製）
- 維他蜜糖檸檬茶（設有膠樽包裝）
- 維他氣泡檸檬茶（设有罐装）

#### 菊花茶
於1978年推出市場，是香港首個包裝菊花茶飲品。
- 維他菊花茶（設有膠樽包裝，大陆版额外设有罐装）
- 維他低糖菊花茶
- 維他蜜糖菊花茶（設有膠樽包裝）

#### 綠茶
- 維他蘋果綠茶（設有膠樽包裝）
- 維他鮮綠茶（新鮮製造冷藏飲品）

#### 菓然系
維他「菓然系」品牌系列飲品是加入水果製成的茶類飲品。強調產品內含果汁、維他命B、C、E，水溶性纖維，包裝設計色彩繽紛。
- 蘋果芒果茶
- 冰震紅西柚茶（加入使口腔冰涼的元素）
- 冰震檸檬茶（加入使口腔冰涼的元素）
- 冰震蜜桃茶（加入使口腔冰涼的元素）

#### 茶字典（已停產）
維他「茶字典」品牌系列茶類飲品全部均加入使口腔冰涼的元素。強調產品冰涼透心、茶味適中、「爽」，「茶字典」含意是優質茶類飲品。
- 冰震檸檬味紅茶
- 蜂蜜蜜桃茶

#### 無糖茶（膠樽包裝）
- 維他無糖茶綠茶
- 維他無糖茶香片
- 維他無糖茶菊花
- 維他無糖茶玄米
- 維他無糖茶凍頂烏龍
- 維他無糖茶錫蘭檸檬茶
- 維他無糖茶伯爵茶
- 維他無糖茶鐵觀音（期間限定）
- 維他無糖茶雲南湛紅（期間限定）
- 維他無糖茶粟米鬚茶
- 維他無糖茶蕎麥茶

#### 日式茶類
- 和梨茶（設有膠樽包裝）
- 蜜桃茶（設有膠樽包裝）
- 提子茶
- 柚子茶

### 牛奶

#### 新鮮冷藏牛奶
- 家庭牛奶飲品
- 高鈣低脂牛奶飲品
- 高鈣牛奶飲品
- 高鈣低脂朱古力牛奶飲品
- 朱古力牛奶飲品

#### 保鮮牛奶
- 高鈣低脂牛奶飲品
- 朱古力牛奶飲品
- 低糖朱古力牛奶飲品
- 乳酸味飲品

### 維他果汁
- 蘋果
- 黑加侖子
- 芒果
- 番石榴
- 橙
- 白提蘋果
- 柚子檸檬
- 檸檬和桔

### 「清心棧」
維他「清心棧」品牌系列飲品均加入天然草本鮮果，有滋潤效果。
- 清心棧竹蔗茅根馬蹄紅蘿蔔飲品
- 清心棧蘋果茉莉飲品
- 清心棧冬蜜青檸飲品

### 蒸餾水
自1992年，維他集團提供一系列的瓶裝純蒸餾水及礦物質蒸餾水和水機予消費者及工商機構使用。
- 維他純蒸餾水
- 維他礦物質水
- 維他組合式冷熱蒸餾水機
- 維他上流式冷熱蒸餾水機
- 維他上流式節能蒸餾水機
- 維他上流式節能蒸餾水機（三溫供水）
- 維他座地式冷熱蒸餾水機配合水機使用的五加侖及三加侖裝蒸餾水

### 港式系列
- 維他港式奶茶（設有膠樽包裝）
- 維他港式奶茶（特濃茶味）（設有膠樽包裝）
- 維他港式鴛鴦（咖啡 + 奶茶）
- 維他港式啡走（咖啡 + 煉奶）

### 其它
- 维他SPORT运动饮品（膠樽包裝）
- 维他葡萄柚百香果茉莉花茶（大陆地区，設有膠樽包裝）
- 维他凤梨青梅乌龙茶（大陆地区，設有膠樽包裝）

## 缺失事故

### 檸檬茶變味事件
2014年2月，有顧客投訴維他檸檬茶飲品味道有别，維他奶回收市面上50萬包同類產品。

### 超范围使用抗氧化剂
2014年7月25日，国家质检总局表示，香港维他奶生产的维他柠檬茶饮品因超范围使用抗氧化剂被退货，随后维他奶发表声明，表示该产品并非维他奶在内地公司进口。

### 朱古力奶飲品疑被落藥
2016年11月16日一名吳姓男子在港鐵牛頭角站附近的7-Eleven便利店購買兩包維他朱古力奶飲品返回公司飲用後體感不適，並且出現嘔吐等症狀。該吳姓男子在檢查飲品包裝後發現其紙包頂部、封口之下有小孔，隨以懷疑被人下藥為理由向警方報案。警方表示目前尚未出現其他類似案件，因此僅將其作為個案處理。初步懷疑凶徒模仿迷魂黨的手法向婦孺下手。具體的調查仍在進行中。

## 外部連結
- 維他奶集團網站 （页面存档备份，存于）
- 維他奶集團的Facebook專頁
- 維他奶飲料網站 （页面存档备份，存于）
- 維他奶飲料的Facebook專頁